# ابرمبارز خیابانی ۲
اَبَرمبارز خیابانی ۲: مبارزه‌طلبان جدید (به انگلیسی: Super Street Fighter II: The New Challengers) یک بازی ویدئویی در سبک مبارزه‌ای است که در سال ۱۹۹۳ توسط کپ‌کام در ابتدا برای دستگاه‌های بازی آرکید ساخته شده‌بود. این چهارمین نسخه از عناوین زیر سری مبارز خیابانی ۲ در مجموعه بازی‌های مبارز خیابانی است که پس از مبارز خیابانی ۲ توربو منتشر شده‌است. در این نسخه لیست شخصیت‌های موجود اصلاح و بالانس شدند و چهار شخصیت جدید نیز جمع شخصیت‌ها اضافه شدند.
دنبالهٔ اَبَرمبارز خیابانی ۲ در سال ۱۹۹۴ تحت عنوان ابرمبارز خیابانی ۲ توربو، و پنجمین نسخه از زیر سری مبارز خیابانی ۲ منتشر شد که به توازن و بهبود شخصیت‌ها بیش از پیش پرداخت و همچنین ویژگی‌های جدیدی اضافه نمود.